# 南漢諾威-不倫瑞克大區
南漢諾威-不倫瑞克大區（德語：Gau Südhannover-Braunschweig）是1933年至1945年间纳粹德国在不伦瑞克自由州和普鲁士自由州一部分的事实上的行政区划。在此之前，从1928年10月1日成立到1933年，它是纳粹党在该地区的区域分部。南漢諾威-不倫瑞克大區随着纳粹德国的战败而解散，战后分割给了西德的下萨克森和东德的萨克森-安哈尔特。